# Физически бесконечно малый объём
Физически бесконечно малый объём (или представительный объём) —  минимальный объём материала, в котором содержится достаточное для статистического описания состояния тела число «носителей» рассматриваемых механизмов процесса. Добавление к этому объёму других частей данного материала с аналогичной (в статистическом смысле) конфигурацией «носителей» анализируемых механизмов не должно приводить к изменению эволюционных уравнений для полевых величин, описывающих изменение конфигурации «носителей». В классической механике сплошных сред предполагается, что размеры физически бесконечно малого объёма таковы, что градиентами этих полевых величин и других параметров состояния в пределах этого объёма можно пренебречь, что позволяет считать указанные поля однородными (в усреднённом смысле) в масштабах физически бесконечно малого объёма.